# القبو (رواية)
القبو هي رواية بوليسية للكاتبة البريطانية روث رندل، نُشرت في عام 2011. الرواية هي الثالثة والعشرون في سلسلة المفتش ويكسفورد. وهي تكملة لروايتها المستقلة السابقة "بصر للعيون المؤلمة". الرواية هي أول تكملة كتبتها رندل، وأول رواية يظهر فيها ويكسفورد متقاعدًا.

## ملخص الحبكة
انتقل ريج ودورا ويكسفورد من كينغسماركهام إلى مبنى تم تجديده في لندن تملكه ابنتهما شيلا.  على الرغم من تقاعد ويكسفورد، إلا أنه يعمل كمستشار لصديق يعمل في شرطة العاصمة. يحققون معًا في لغز بقايا الجثث الأربع التي اكتشفت في كوخ أوركاديا، وهو منزل قديم يقع في ضاحية سانت جون وود. 